# مسعود امینی (ترانه‌سرا)
مسعود امینی (زادهٔ ۲۷ تیر ۱۳۲۸، تهران) شاعر، ترانه‌سرا، روزنامه‌نگار و شخصیت تلویزیونی ایرانی ساکن لس‌آنجلس است.
«قوزک پا» با صدای فریدون فروغی، «قبله» با صدای ابی و «یکی را دوست می‌دارم» با صدای معین، هایده و عارف از آثار ماندگار وی در عرصه ترانه‌سرایی است‌.

## زندگی
مسعود امینی در سال ۱۳۲۸ در خیابان شهباز تهران (۱۷ شهریور کنونی) متولد شد. خانواده او اصالتا تهرانی‌ و اهل محله‌های امیریه و باغ فردوس مولوی بودند.

### آغاز فعالیت و دوران پیش از انقلاب
امینی در دوران نوجوانی به‌همراه داریوش خواجه‌نوری و بیژن قادری، گروه موسیقی "The Cat" را تأسیس کردند که امینی نوازنده درامز گروه بود. در همان دوران، اشعار و دست نوشته‌های او مورد توجه اطرافیانش قرار گرفت تا جایی‌ که به آشنایی و همکاری با گوگوش، داریوش و فریدون فروغی و ... منتهی شد و ترانه‌های موفقی همچون "قوزک پا" و "رهایی"، موجب شهرت وی گردید. امینی در سال ۱۳۵۴ با دینامیک ازدواج نمود که مدتی بعد به جدایی انجامید.
از آثار موفق مسعود امینی در ایران (دوران پیش از انقلاب) می‌توان به لیست زیر اشاره کرد.
- "اگه میشد چی میشد؟" با صدای گوگوش
- "نمیدونی تو بدون" با صدای گوگوش
- "من و دل" با صدای داریوش
- "رهایی" با صدای داریوش
- " قوزک پا" با صدای فریدون فروغی
- " سال قحطی" با صدای فریدون فروغی
- "پیر" با صدای ابی
- "بریده خواب" با صدای عارف
- "یکی را دوست می‌دارم" با صدای معین، عارف و هایده
- "آب" با صدای ستار
- "حرف تازه" با صدای هایده

### مهاجرت و دوران پس از انقلاب
مسعود امینی مدتی پس از انقلاب، در سال ۱۳۶۰ ابتدا به لندن و درنهایت به لس‌آنجلس مهاجرت می‌کند و اکنون علاوه بر ترانه‌سرایی، به نویسندگی و روزنامه‌نگاری می‌پردازد. وی در طول فعالیت‌های هنری خود، چندین روزنامه، هفته‌نامه، نشریه منشر نموده است. 
از جمله فعالیت‌های امینی در زمینه رسانه و مدیا، می‌توان به راه‌اندازی تلویزیون "مردم" و شبکه رادیویی "رادیو خونه" اشاره کرد. وی در بسیاری از تلویزیون‌های ایرانی، آمریکایی و اروپایی فعالیت و همکاری داشته و برنامه‌های مختلفی در ژانرهای هنری، سیاسی، اجتماعی تولید و اجرا کرده‌است. 
کاست شبانه آخر، از اولین آثار مسعود امینی به همراهی علیرضا میبدی در غربت بود که در سال ۱۳۶۰ (۱۹۸۱) توسط کمپانی ساندکس در آمریکا منتشر شد. این اثر در ایران به صورت مخفی ضبط شد و امینی به‌خاطر این کاست توسط صادق خلخالی به اعدام محکوم شد.

## شیوه ترانه‌سُرایی و سبک
مسعود امینی در طول فعالیت خود، افزودن بر ۲۰۰ ترانه ماندگار برای هنرمندان برجستهٔ موسیقی پاپ ایران سروده است.
وی در ترانه‌هایش به عشق، عرفان، دوری از عزیزان و وطن، سنت، هویت تاریخی، مهاجرت، میهن‌دوستی و‌... می‌پردازد. ترانه‌های وی علاوه بر سادگی کلام و لحن خوش آمیخته با کلمات خاطره انگیز تهرانی، آثار ماندگاری را پدید آورده‌است.
نمونه ترانه ها:
یکی را دوست می‌دارم ولی افسوس/ او هرگز نمی‌داند/ نگاهش می‌کنم، شاید/ بخواند از نگاه من/ که او را دوست می‌دارم/ ولی افسوس/ او هرگز نگاهم را نمی‌خواند/ .../ من به خاکستر نشینی عادتی دیرینه دارم/ سینه مالامال درد، اما دلی بی کینه دارم/ پاکبازم من ولی در آرزویم عشق بازیست/ مثل هر جنبنده‌ای من هم دلی در سینه دارم/ من عاشق عاشق شدنم...
بهش بگو پلنگه، پلنگه چش قشنگه/ بجون چشات هزار تا دل/ مث دل من به جون تو جونش بنده/ علی‌الخصوص، وقتی چشات، از ته دل، جلوی چشام میخنده/ نگی جاییا، مال ماییا!/ پلنگه، پلنگه چشم قشنگه!
دیگه این قوزک پا یاری رفتن نداره/ لبای خشکیدم حرفی واسه گفتن نداره// چشای همیشه گریون آخه شستن نداره/ تن سردم دیگه جایی برا خفتن نداره...
تو مال کجایی بانو؟/ تاج سر مایی بانو/ یه جور دیگس مرامت/ بی‌بی شاهی بانو!
تو مکه عشقی و من عاشق رو به قبلتم/ من اولین قربونی عیدای فطر کعبتم/ میمیرم از عشق چشات اگه ندی تو حاجتم!
پشت دیوار شب یه راهی داره/ که میره یه راست در خونه ستاره/ چار قدم از ور دل ماه که رد شی/ میبینی ماه شب چارده داره/ خورشید خانمو ابروشو ور میداره...
حیف که نمیشه از تو گفت از تو نوشت/ والا می نوشتمت/ با مژه ور می‌داشتمت/ روی چشمام می‌ذاشتمت/ کنار قرآن مجید می‌بردمت/ رو آیینه شمعدون جهاز مادرم/ تو طاقچه صندوق خونه می‌ذاشتمت...

## همکاری هنری
امینی با خوانندگانی همچون فریدون فروغی، گوگوش، داریوش، ابی، عارف، رامش، هایده، حمیرا، مهستی، ستار، شاهرخ، مرتضی، فرزین، مازیار، معین، شهرام شب‌پره، شهره، شهرام صولتی، امید، مهرداد آسمانی، حسن شماعی‌زاده، امیر رسایی و منوچهر سخایی همکاری‌های ماندگاری داشته‌است. در میان آهنگ‌سازان نیز وی با واروژان، بابک افشار، انوشیروان روحانی، حسن شماعی‌زاده، سیاوش قمیشی، منوچهر چشم‌آذر، محمد حیدری و کاظم عالمی همکاری داشت. 

## ترانه‌شناسی
| خواننده       | نام ترانه          | ترانه‌سرا                 | آهنگساز                 | تنظیم‌کننده       | آلبوم                     |
| ------------- | ------------------ | ------------------------ | ----------------------- | ---------------- | ------------------------- |
| فریدون فروغی  | قوزک پا            | مسعود امینی              | فریدون فروغی            | منوچهر چشم‌آذر    | زندون دل                  |
| فریدون فروغی  | قوزک پا            | مسعود امینی              | فریدون فروغی            | کوروش یغمایی     | سل ۲                      |
| فریدون فروغی  | قاصدک              | مسعود امینی              | بابک افشار              | واروژان          | زندون دل                  |
| فریدون فروغی  | خاک                | مسعود امینی              | فریدون فروغی            | منوچهر چشم‌آذر    | زندون دل                  |
| فریدون فروغی  | سال قحطی           | مسعود امینی              | فریدون فروغی            | منوچهر چشم‌آذر    | دوتا چشم سیاه داری        |
| گوگوش         | نمی‌دونی تو بدون    | مسعود امینی              | پرویز غیاثیان           | واروژان          |                           |
| گوگوش         | اگه می‌شد           | مسعود امینی              | بابک افشار              | واروژان          | مرداب                     |
| داریوش        | من و دل            | مسعود امینی              | بابک افشار              | واروژان          | -                         |
| داریوش        | رهائی              | مسعود امینی              | منصور ایران‌نژاد         | محمد شمس         | چشم من                    |
| داریوش        | فدایی وطن          | مسعود امینی              | کاظم رزازان             | کاظم رزازان      | نازنین                    |
| داریوش        | شمالی              | مسعود امینی              | حسن شماعی‌زاده           | اف‌ام فیلارمونیک  | آشفته بازار               |
| ابی           | پیر                | مسعود امینی              | منصور ایران‌نژاد         | محمد شمس         | پیر                       |
| ابی           | جدایی              | مسعود امینی              | پرویز مقصدی             | کاظم عالمی       | تپش                       |
| ابی           | قبله               | مسعود امینی              | سیاوش قمیشی             | کاظم عالمی       | ستاره‌های سربی             |
| عارف          | پریده از خواب      | مسعود امینی              | حسن شماعی‌زاده           | ناصر چشم‌آذر      |                           |
| عارف          | عزیزترین           | مسعود امینی              | محمود قراملکی           | ناصر چشم‌آذر      |                           |
| عارف          | ای ایران، ایران    | مسعود امینی              | حسن شماعی‌زاده           | منوچهر چشم‌آذر    | بازگشت                    |
| عارف          | یکی را دوست می‌دارم | مسعود امینی              | معین                    | کاظم رزازان      | سرباز کوچولو              |
| عارف          | وصیت‌نامه           | مسعود امینی              | شهریار سعیدی            | کامل علیپور      | وصیت‌نامه                  |
| رامش          | نیش                | مسعود امینی              | محمود قراملکی           | مجتبی میرزاده    | تهرون                     |
| هایده         | حرف تازه           | مسعود امینی              | انوشیروان روحانی        | انوشیروان روحانی |                           |
| هایده         | کی می‌دونه          | مسعود امینی              | حسن شماعی‌زاده           | حسن شماعی‌زاده    |                           |
| هایده         | یکی را دوست می‌دارم | مسعود امینی              | معین                    | کاظم رزازان      |                           |
| حمیرا         | قناری              | مسعود امینی              | کاظم رزازان             | کاظم رزازان      | قناری                     |
| حمیرا         | بهار               | مسعود امینی              | کاظم رزازان             | کاظم رزازان      | قناری                     |
| حمیرا         | بهار بهاره امسال   | مسعود امینی              | منوچهر چشم‌آذر           | منوچهر چشم‌آذر    | بهار بهاره                |
| مهستی         | می‌ریم ایران دوباره | مسعود امینی              | حسن شماعی‌زاده           | حسن شماعی‌زاده    |                           |
| مهستی         | تو ای عشق          | مسعود امینی              | سورن الکساندر           | سورن الکساندر    |                           |
| ستار          | آب                 | مسعود امینی              | حسن شماعی‌زاده           | منوچهر چشم‌آذر    | صدای بارون                |
| ستار          | بانی               | مسعود امینی              | فریدون حیدرنیا          | فریدون حیدرنیا   | بانی                      |
| ستار          | قدم رنجه           | مسعود امینی              | کاظم عالمی              | کاظم عالمی       | قدم رنجه                  |
| ستار          | آهو                | مسعود امینی              | مهرداد آسمانی           | شوبرت آواکیان    | گل گندم                   |
| ستار          | جون جونم           | مسعود امینی              | مهرداد آسمانی           | منوچهر چشم‌آذر    | گل گندم                   |
| شاهرخ         | دیره دیره          | مسعود امینی              | سیاوش قمیشی             | کاظم عالمی       | گلباران ۱                 |
| شاهرخ         | ایران عروسی کرده   | مسعود امینی              | کاظم عالمی              | کاظم عالمی       | انتخابی ۷ / من و تو       |
| شاهرخ         | دل ما بین          | مسعود امینی              | کاظم عالمی              | کاظم عالمی       | عتیقه                     |
| شاهرخ         | یادگاری            | مسعود امینی              | شاهرخ                   | کاظم عالمی       | ماه شب چهارده             |
| شاهرخ         | الله               | مسعود امینی              | شاهرخ                   | بیژن مرتضوی      | لعبت                      |
| شاهرخ         | عریضه              | مسعود امینی              | شاهرخ                   | شاهرخ            | عریضه                     |
| شاهرخ         | مرغوب              | مسعود امینی              | شاهرخ                   | شوبرت آواکیان    | عریضه                     |
| شاهرخ         | ماه‌خانم آبی        | مسعود امینی              | شاهرخ                   | فریبرز حاجی‌نبی   | عریضه                     |
| شاهرخ         | سنگ‌سار             | مسعود امینی              | شاهرخ                   | شاهرخ            | عریضه                     |
| شاهرخ         | شما                | مسعود امینی              | شاهرخ                   | شاهرخ            |                           |
| شاهرخ         | همشهری             | مسعود امینی              | شاهرخ                   | شاهرخ            |                           |
| شاهرخ         | اتل متل            | مسعود امینی              | شاهرخ                   | شاهرخ            |                           |
| مرتضی         | داروغه             | مسعود امینی              | منوچهر چشم‌آذر           | منوچهر چشم‌آذر    | داروغه                    |
| مرتضی         | ملکه مشرقی         | مسعود امینی              | مرتضی                   | فرخ آهی          | داروغه                    |
| مرتضی         | پیری               | مسعود امینی              | صادق نوجوکی             | صادق نوجوکی      | واویلا                    |
| مرتضی         | پلنگه              | مسعود امینی              | مرتضی                   | شوبرت آواکیان    | ریتم هزاره                |
| فرزین         | دم بگیرین          | مسعود امینی              | حسن شماعی‌زاده           | منوچهر چشم‌آذر    | پس چرا من نرقصم / خداحافظ |
| فرزین         | بانی               | مسعود امینی              | حسن شماعی‌زاده           | منوچهر چشم‌آذر    | پس چرا من نرقصم / خداحافظ |
| فرزین         | جنوبی              | مسعود امینی              | منوچهر چشم‌آذر           | منوچهر چشم‌آذر    | پس چرا من نرقصم / خداحافظ |
| فرزین         | تنگه دلم           | مسعود امینی              | عارف ابراهیم‌پور         | عارف ابراهیم‌پور  | صدای خسته                 |
| فرزین         | شما                | مسعود امینی              | کاظم عالمی              | کاظم عالمی       | عیدی                      |
| فرزین         | تو بودی            | مسعود امینی              | کاظم عالمی              | کاظم عالمی       | عیدی                      |
| مازیار        | سالار              | مسعود امینی              | محمود قراملکی           | مجتبی میرزاده    |                           |
| معین          | یکی را دوست می‌دارم | مسعود امینی و ایرج بقایی | معین                    | معین             | شبانه آخر                 |
| معین          | یکی را دوست می‌دارم | مسعود امینی و ایرج بقایی | معین                    | کاظم رزازان      | می‌پرستم                   |
| معین          | وقتی سَرت رو شونَمه  | مسعود امینی              | معین                    | آندرانیک         | می‌پرستم                   |
| معین          | کعبه               | مسعود امینی              | معین                    | آندرانیک         | می‌پرستم                   |
| معین          | بی‌بی گل ۱          | مسعود امینی              | محمد حیدری              | بیژن مرتضوی      | بی‌بی گل                   |
| معین          | سفره               | مسعود امینی              | صادق نوجوکی             | صادق نوجوکی      | هوس                       |
| شهرام شب‌پره   | آیینه بندون        | مسعود امینی              | منوچهر چشم‌آذر           | منوچهر چشم‌آذر    | پریا                      |
| شهرام شب‌پره   | گلاب               | مسعود امینی              | سیاوش قمیشی             | منوچهر چشم‌آذر    | پریا                      |
| شهرام شب‌پره   | مشق جمعه           | مسعود امینی              | اف‌ام فیلارمونیک         | اف‌ام فیلارمونیک  | ریتم شب                   |
| شهره          | سلام               | مسعود امینی              | منوچهر چشم‌آذر           | منوچهر چشم‌آذر    | سلام                      |
| شهره          | دهاتی              | مسعود امینی              | منوچهر چشم‌آذر           | منوچهر چشم‌آذر    | سلام                      |
| شهره          | خرم‌آباد            | مسعود امینی              | کاظم عالمی              | کاظم عالمی       | هم‌نفس                     |
| شهره          | عطر زن             | مسعود امینی              | مهرداد آسمانی           | منوچهر چشم‌آذر    | عطر                       |
| شهره          | دریاب مرا          | مسعود امینی              | مهرداد آسمانی           | منوچهر چشم‌آذر    | عطر                       |
| شهره          | اشتباه دل          | مسعود امینی              | مهرداد آسمانی           | امیر بدخش        | عطر                       |
| شهرام صولتی   | خواب               | مسعود امینی              | سیاوش قمیشی             | کاظم عالمی       | صبر                       |
| شهرام صولتی   | عاشق بی ستاره      | مسعود امینی              | پرویز رحمان‌پناه         | پرویز رحمان‌پناه  | شب بخیر                   |
| شهرام صولتی   | رفتن تو            | مسعود امینی              | کاظم عالمی              | کاظم عالمی       | شب بخیر                   |
| شهرام صولتی   | شما                | مسعود امینی              | کاظم عالمی              | کاظم عالمی       | شب بخیر                   |
| شهرام صولتی   | خاک                | مسعود امینی              | مهرداد آسمانی           | کاظم عالمی       |                           |
| شهرام صولتی   | جنون               | مسعود امینی              | محمد مقدم               | محمد مقدم        |                           |
| شهرام صولتی   | دیدی سرمون چی اومد | مسعود امینی              | مهرداد آسمانی           | کاظم عالمی       |                           |
| شهرام صولتی   | به دستم            | مسعود امینی              | مهرداد آسمانی           | منوچهر چشم‌آذر    | هیچستان                   |
| شهرام صولتی   | چشمات              | مسعود امینی              | مهرداد آسمانی           | کاظم عالمی       | هیچستان                   |
| فرامرز آصف    | اندک اندک          | مسعود امینی              | فرامرز آصف              | کاظم عالمی       | افرا ۴ (جنگ و صلح)        |
| فرامرز آصف    | کرشمه              | مسعود امینی              | فرامرز آصف              | فرامرز آصف       | افرا ۴ (جنگ و صلح)        |
| فرامرز آصف    | قشنگ روزگار        | مسعود امینی              | فرامرز آصف              | آندرانیک         | افرا ۶ (قشنگ روزگار)      |
| فرامرز آصف    | خورشید من ایران    | مسعود امینی              | مسعود امینی             | سعید مقدس        |                           |
| افسر شهیدی    | شهر غریب           | مسعود امینی              | محمود قراملکی           | مجتبی میرزاده    |                           |
| افسر شهیدی    | ناز آفرین          | مسعود امینی              | -                       | -                |                           |
| حسن شماعی‌زاده | قبله               | مسعود امینی              | حسن شماعی‌زاده           | زاره کشیشیان     | آتش روی خاکستر            |
| امیر رسایی    | به دادم رسیده      | مسعود امینی              | عربی                    | آرمن آهارونیان   | عشق و نیایش               |
| جهان          | نشو راضی           | مسعود امینی              | جواد اسفندیاری          | پرویز رحمان پناه | خبر تازه                  |
| کامران        | جدایی              | مسعود امینی              | پرویز مقصدی             | کاظم عالمی       |                           |
| کامران خیاط   | بوی تن تو          | مسعود امینی              | -                       | -                |                           |
| دینامیک       | پل                 | مسعود امینی              | محمود قراملکی           | محمود قراملکی    |                           |
| دینامیک       | تلافی              | مسعود امینی              | پرویز مقصدی             | پرویز مقصدی      |                           |
| منصور         | آواره              | مسعود امینی              | عبدی یمینی              | عبدی یمینی       | دریچه                     |
| امید          | تکیه‌گاه            | مسعود امینی              | محمد حیدری              | منوچهر چشم‌آذر    | حضرت عشق                  |
| امید          | نوبری              | مسعود امینی              | محمد مقدم               | محمد مقدم        | حضرت عشق                  |
| امید          | قلندر              | مسعود امینی              | محمد حیدری              | برایان وی        | حضرت عشق                  |
| امید          | روزگار             | مسعود امینی              | کاظم رزازان             | کاظم عالمی       | حضرت عشق                  |
| امید          | حیف که نمیشه       | مسعود امینی              | کاظم عالمی              | کاظم عالمی       | پرسه های عاشقانه          |
| امید          | شکستنی             | مسعود امینی              | رضا ناروند              | مومن سالار       | سربلند                    |
| امید          | زنده باد زندگی     | مسعود امینی              | مرتضی برجسته            | کاظم عالمی       | سربلند                    |
| امید          | آیه‌های بارونی      | مسعود امینی              | محمد حیدری و مهدی زنگنه | محمد مقدم        | شب میلاد                  |
| امید          | قرمز               | مسعود امینی              | محمد مقدم               | محمد مقدم        | هوای آزادی                |
| امید          | عاشقتم             | مسعود امینی              | مجید منتظر              | کاظم عالمی       | هوای آزادی                |
| امید          | هوای آزادی         | مسعود امینی              | مجید منتظر              | امیر بدخش        | هوای آزادی                |
| مهرداد آسمانی | مهربونی کن، نرو    | مسعود امینی              | مهرداد آسمانی           | منوچهر چشم‌آذر    | غزال                      |
| مهرداد آسمانی | وطن                | مسعود امینی              | مهرداد آسمانی           |                  | برگ گل                    |
| مهرداد آسمانی | جنوبی‌ها            | مسعود امینی              | مهرداد آسمانی           | شوبرت آواکیان    | برگ گل                    |
| مهرداد آسمانی | برگ گل             | مسعود امینی              | مهرداد آسمانی           | امیر بدخش        | برگ گل                    |
| مهرداد آسمانی | خجالت              | مسعود امینی              | مهرداد آسمانی           | شوبرت آواکیان    | برگ گل                    |
| مهرداد آسمانی | هم‌وطن              | مسعود امینی              | مهرداد آسمانی           | آرمن             | خاتون                     |
| مهرداد آسمانی | آنتیک              | مسعود امینی              | محمد حیدری              | منوچهر چشم‌آذر    | آنتیک                     |
| مهرداد آسمانی | پوست شب            | مسعود امینی              | محمد حیدری              | منوچهر چشم‌آذر    | پوست شب                   |
| مهرداد آسمانی | چادر               | مسعود امینی              | حسن شماعی‌زاده           | مهداد زندکریمی   | پوست شب                   |
| مهرداد آسمانی | ماشین آب‌پاش        | مسعود امینی              | مهرداد آسمانی           | منوچهر چشم‌آذر    | پوست شب                   |